# 한국음악의 주법
한국음악의 주법은 서양음악에서는 어느 음을 발하면 그칠 때까지 음높이를 그대로 유지하는 것이 원칙이지만, 한국음악에서는 발한 음이 그대로 음높이를 유지하기도 하지만 대개 가락에 따라 여러 가지 음높이를 달리하는 연주 기법을 쓰는 것이 특징이다. 이런 것을 현악에서는 농현법이라 부른다.